# 邵雍

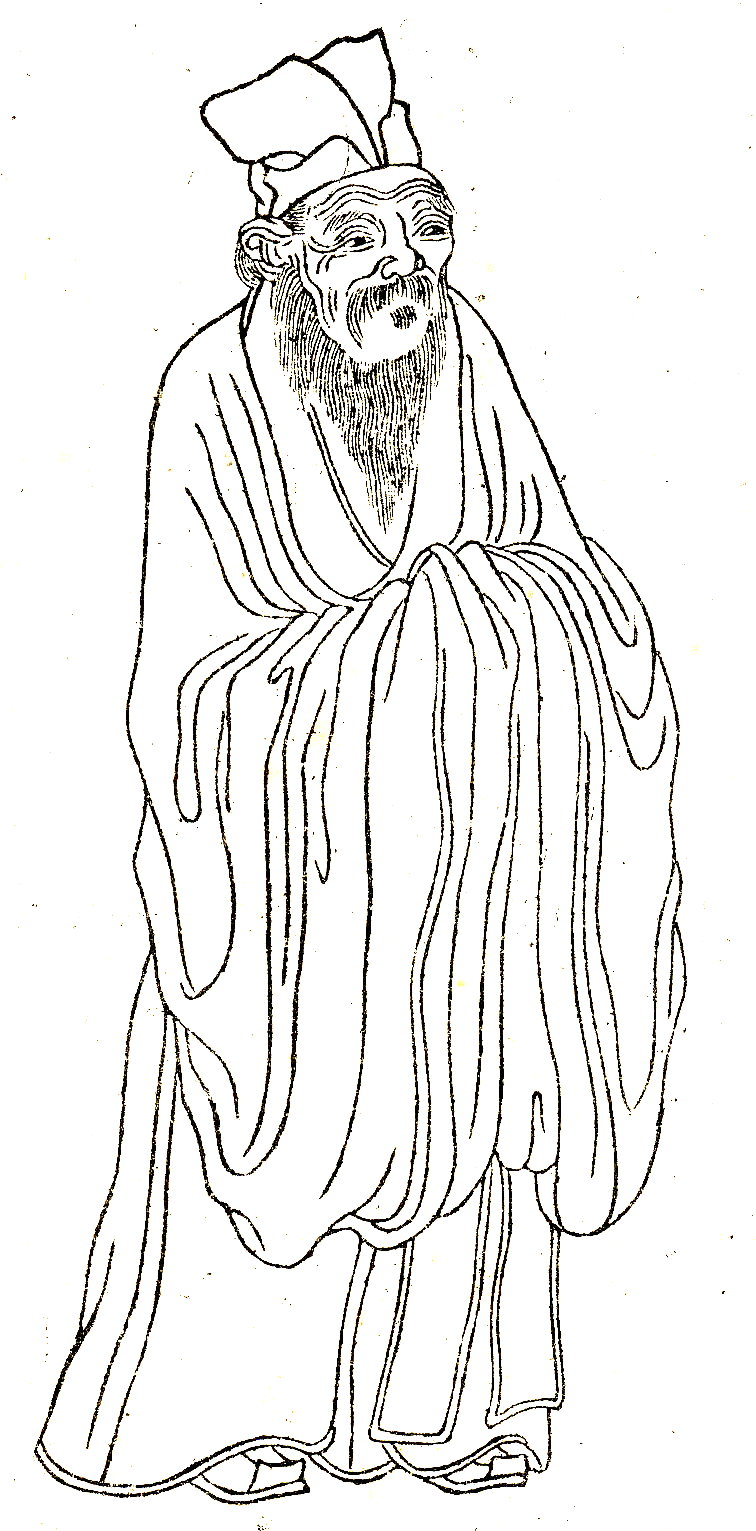
邵堯夫・『晩笑堂竹荘畫傳』より

邵 雍（しょう よう、大中祥符4年12月15日（1012年1月11日）- 熙寧10年7月5日（1077年7月27日））は、中国北宋時代の儒学者。字は堯夫。百源先生・安楽先生と称された。諡は康節。

## 略伝と性格
涿州范陽県の出身。幼いときに父に従い衛州共城県蘇門山の百源（現在の河南省新郷市輝県市）に移住。若い頃から自負心が強く己の才能をもってすれば先王の事業も実現できるとし、郷里に近い百源のほとりに庵をたてて刻苦勉励した。この間、宋初の隠者の陳摶の系統をひく李之才（字は挺之）から『易経』の河図洛書と先天象数の学を伝授された。やがて自分の学問の狭さを自覚し、各地を遊歴して土地の学者に教えを請い見聞を広めたが、道は外に求めて得られないと悟り、帰郷して易学について思索を深めた。39歳頃に洛陽に移住し、以後亡くなるまでこの地で儒学を教えた。
邵雍は貧しかったが富弼・司馬光・程氏兄弟（程顥・程頤）・張載などの政学界の大物を知己とし、ものにこだわらない豪放洒脱な人柄から「風流の人豪」ともいわれ、洛陽の老若男女に慈父のように慕われた。晩年に天津橋上で杜鵑（ホトトギス）の声を聞き、王安石の出現と政界の混乱を予言した逸話は、邵雍の易学の一端をうかがわせる。

## 思想
著書には『皇極経世書』と詩集『伊川撃壌集』がある。易学としては｢1→2→4→8→16→32→64」と進展する｢加一倍の法｣や、四季の4、十干の10、十二支の12、一世三十年の30など、中国人になじみの深い数を適宜に掛けあわせる数理計算によって、万物生成の過程や宇宙変遷の周期などを算出しようとした。数を通して理を考えようとした点は、朱熹の易学に影響を与えたと考えられる。

## 関連図書
- 野口豊太『性理大全版　皇極経世書全訳』（ブイツーソリューション）2022年　ISBN9784867410967